# Первомайск (Красноярский край)
Первома́йск — поселок в составе Мотыгинского района Красноярского края, центр Первомайского сельсовета.

## Географическое положение
Поселок находится на правом берегу реки Тасеева (приток Ангары) в 12 км от ее устья, в южной части Мотыгинского района.

## Климат
Климат резко континентальный с коротким теплым летом и холодной продолжительной зимой. Максимальная температура воздуха в июле: +34°С, минимальная в январе: - 54°С. Среднегодовая температура изменяется в пределах от -1,1°С до -4,6°С, в среднем -2,8°С. Средняя максимальная температура наружного воздуха наиболее жаркого месяца: +25ºС. Средняя месячная температура наружного воздуха наиболее холодного месяца: -24ºС. Скорость ветра, вероятность которой составляет 5%. Год – 6,1 м/с.  Снежный покров ложится в середине октября и сходит в начале мая. Толщина снежного покрова достигает 1.5-2м. Глубина сезонного промерзания грунтов составляет около 2.0 м. 

## История
Поселок основан перед Великой Отечественной войной в качестве поселка сплавщиков Рейдовый. В 1947 году открылись медпункт и электростанция. В 1950 поселок переименован в Первомайский. В 1953 году открылась стационарная больница, в 1954 школа-десятилетка. В начале 90-х годов Тасеевская сплавная контора прекратила свое существование. В поселке остались только бюджетные организации и магазины.

## Население
Постоянное население по переписи 2002 года было 1251 человек  (русские 93%).  По переписи 2010 года население 936 человек.